# Jean-François Lepage

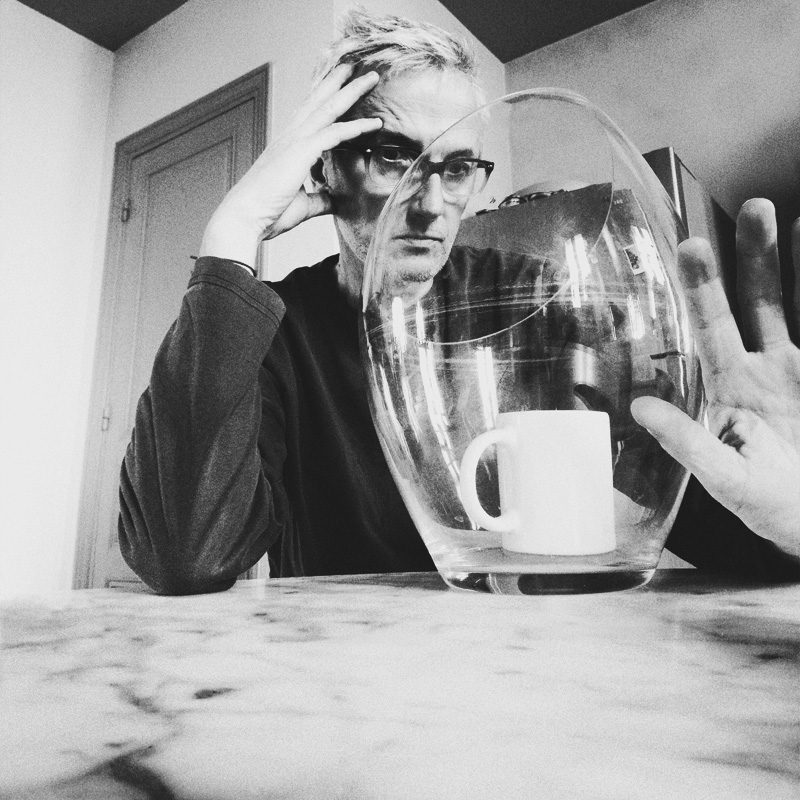
Jean-François Lepage in Paris, 2016

Jean-François Lepage (* 22. Februar 1960 in Paris) ist ein französischer Fotograf und Maler.

## Leben
Jean-François Lepage ist Autodidakt, entstammt aber einer künstlerischen Familie. Etwa 1980 begann Lepage mit dem Fotografieren, zunächst als Assistent in der Werbe- und Modefotografie. Obwohl er sich ursprünglich, aufgrund von Büchern seines Onkels, für Fotografinnen und Fotografen wie Diane Arbus, Henri Cartier-Bresson und Robert Frank interessiert hatte, wandte er sich nun der Porträt- und Stilllebenfotografie für Magazine zu. Zunächst arbeitete er für die Zeitschrift Jill bei Condé Nast Italien, erste Fotos erschienen 1981 im Depeche Mode Magazine. Er beendete diese Tätigkeit 1988, um sich der Malerei zuzuwenden, kehrte aber 2001 zur Fotografie zurück. 2014 zog er sich erneut von der Fotografie zurück und arbeitete unter anderem mit Fotografien aus seinem Archiv.
Lepage hat vier Kinder und lebt in Paris.

## Werk
Jean-François Lepage arbeitete früh mit Techniken des Kratzens, Einkerbens und Einschneidens des Fotonegatives, das nach dem Fotografieren geschieht. Diese Veränderungen des entstandenen Bildes sollen laut Aussage des Künstlers dem Bild „eine dritte Dimension“ hinzufügen und die Schwingungen visualisieren, die von den fotografierten Personen ausgingen. Darin äußern sich auch die Einflüsse des Kinos, unter anderem Alfred Hitchcocks Filme, sowie der Science-Fiction- und Fantasy-Literatur auf Lepage. Die für Lepage typische kühle Farbpalette geht auf seine anfängliche Benutzung des Farbfilms Polaroid 891, später Polaroid 55, zurück.
Seine Fotografien waren unter anderem in GQ, Harper’s Bazaar, Numéro, Purple Magazine und Vogue zu sehen, er arbeitete neben anderen mit Naomi Campbell, Nina Hagen, Gisele Bündchen und Lara Stone. Darüber hinaus gestaltet er Kampagnen für Marken wie Masaki Matsushima, Comme des Garçons, Jil Sander, Nina Ricci und Lanvin.

## Einzelausstellungen (Auswahl)
- 2015 Recycle (Prelude) – The Ravestijn Gallery, Amsterdam und Galerie Madé, Paris[11]
- 2013 Memories from the future, Hyères (28th International Festival of Fashion Design and Contemporary Photography of Hyères)[12]
- 1998 Gallery 213, Paris
- 1994 Camera Obscura Gallery, Paris
- 1993 International Fashion Festival of Photography, Monte-Carlo
- 1992 White Art Gallery, Tokyo
- 1988 French Cultural Center, Warschau
- 1988 Cac de Belfort – Les quatre saisons, Belfort
- 1987 Fashion Institute of Technology, New York
- 1983 Portraits of the Actress Isabelle Adjani, Canon Gallery, Paris